# سانتاندر برزیل
سانتاندر برزیل (به پرتغالی: Santander Brasil) شرکت خدمات مالی و بانکداری برزیلی است، که به‌عنوان شعبه آمریکای لاتین سانتاندر گروپ فعالیت می‌کند.
سانتاندر برزیل در سال ۱۹۸۲ راه‌اندازی شد و امروزه با در اختیار داشتن شبکه‌ای از ۳٫۶۹۶ شعبه بانکی و ۱۸٫۳۱۲ دستگاه خودپرداز، دارای بیش از ۹ میلیون مشتری، پس از ایتاو یونی‌بانکو، بانکو دو برزیل، بانکو برادسکو و کاشابانک در رتبه پنجم از بزرگترین بانک‌های برزیل قرار دارد.
شعبه مرکزی این بانک در شهر اوزاسکو، برزیل قرار دارد و بخشی از سهام آن در بازارهای بورس نیویورک، بورس مادرید و بورس سائوپائولو دادوستد می‌شود.